# Calócero
Calócero (em latim: Calocaerus) foi um usurpador romano contra o imperador Constantino I. Ele era o magister pecoris camelorum ("senhor das ovelhas e camelos") em Chipre e se revoltou entre 333 e 334 proclamando-se imperador. Constantino enviou seu meio-irmão, o censor Dalmácio, para sufocar os rebeldes e Calócero foi derrotado, levado para a cidade de Tarso, na Cilícia, onde foi julgado e executado. 